# Valor d'expectació del buit
En teoria quàntica de camps, el valor d'expectació del buit (sovint també anomenat VEV, valor esperat del buit, o condensat) d'un operador donat és el seu valor mitjà esperat al buit. El valor d'expectació del buit d'un operador O és denotat normalment com a {\displaystyle \langle O\rangle \equiv \langle 0|O|0\rangle }. Un dels exemples més àmpliament utilitzats, però polèmic, d'un efecte físic observable provinent del valor d'expectació del buit d'un operador és l'efecte Casimir.
Aquest concepte és important per treballar amb funcions de correlació en teoria quàntica de camps. És també important en els trencaments espontanis de simetria. Alguns exemples:
- El camp de Higgs té un valor d'expectació del buit de 246 GeV Aquest valor no nul és responsable del mecanisme de Higgs del Model Estàndard.[1]
- El condensat quiral en Cromodinàmica Quàntica (QCD), mil cops més petit que el condensat de Higgs, dona una gran massa efectiva als quarks (en particular, als quarks lleugers), i distingeix entre diferents fases de la matèria QCD. Aquest efecte és responsable de la massa de la majoria d'hadrons.
- El condensat de gluons de la QCD és també responsable de les masses dels hadrons.

La invariància de Lorentz de l'espaitemps permet només la formació de condensats que són escalars i que no tenen cap càrrega. Per això, els condensats de fermió han de ser de la forma escalar {\displaystyle \langle {\overline {\psi }}\psi \rangle }, on ψ és el camp de fermió. De manera similar, un camp tensorial, Gμν, només pot tenir un valor d'expectació al buit, {\displaystyle \langle G_{\mu \nu }G^{\mu \nu }\rangle }, escalar.
Dins d'alguns buits en teoria de cordes, tanmateix, es poden trobar condensats no escalars. Si aquests descriuen el nostre univers, una violació de la simetria de Lorentz podria ser observable.